# メリーランド大学システム
メリーランド大学システム（英語: University System of Maryland）は、アメリカ合衆国メリーランド州の州立大学群。本部はボルティモアにある。

## 構成機関
- メリーランド大学カレッジパーク校
- メリーランド大学ボルティモアカウンティ校（英語版）
- メリーランド大学ボルティモア校（英語版）
- メリーランド大学イースタンショア校（英語版）
- メリーランド大学グローバルキャンパス（英語版）
- ブーイ州立大学（英語版）
- フロストバーグ州立大学（英語版）
- コッピン州立大学（英語版）
- ボルチモア大学
- タウソン大学（英語版）
- ソールズベリー大学（英語版）